# 鹌鹑珠母贝
，是莺蛤目莺蛤科莺蛤属的一种。主要分布于韩国、中国大陆、台湾，常栖息在浅海珊瑚礁、岩石底、潮下带水深200米以内，附着生活。